# Cmentarz wojenny w Gołoszycach

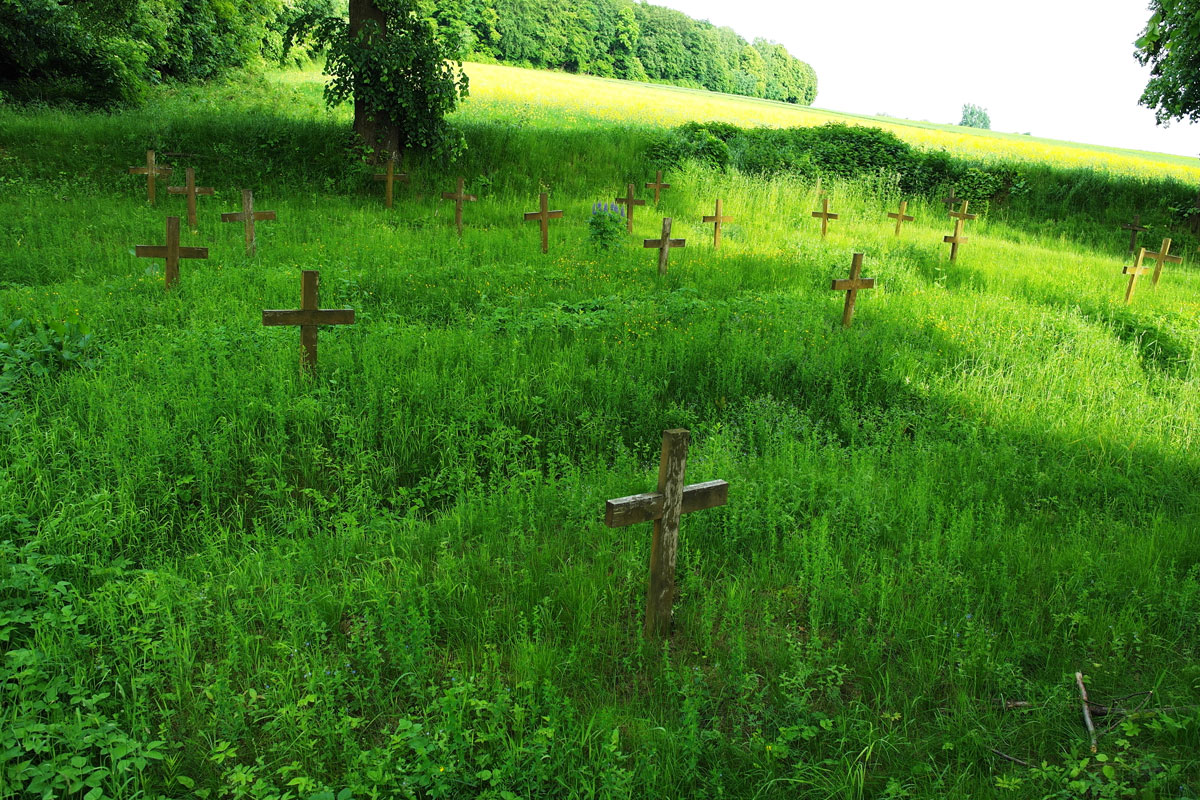
Cmentarz wojenny w Gołoszycach

Cmentarz wojenny w Gołoszycach – zabytkowy cmentarz z okresu I wojny światowej znajdujący się w gminie Baćkowice w powiecie opatowskim; usytuowany jest obok drogi Opatów-Łagów. Wpisany do rejestru zabytków - nr rej. zab.: 385/88.
Cmentarz ma kształt zbliżony do prostokąta o wymiarach około 25 m x 15 m i powierzchni około 450 m². Pierwotnie otoczony wałem ziemnym o wysokości około metra, składał się z 10 mogił zbiorowych, w których pochowanych było 150 żołnierzy (76 żołnierzy austriackich, 69 rosyjskich oraz 5 legionistów poległych w listopadzie 1914 roku). W roku 1933 na cmentarz przeniesiono szczątki 149 pochowanych na likwidowanym cmentarzu w Piórkowie (129 żołnierzy austriackich m.in. z 99 Pułku Piechoty oraz 20 rosyjskich). 
Na cmentarzu obecnie pochowanych jest łącznie 299 żołnierzy poległych w I wojnie światowej w okolicach w latach 1914–1915:
- 210 żołnierzy austriackich, w tym pięciu polskich legionistów,
- 89 żołnierzy armii carskiej

Cmentarz był kilkakrotnie remontowany. Obecny kształt, zbliżony do pierwotnego, zyskał w 2008 roku.